# Powers Lake, Wisconsin
Powers Lake är en ort i Kenosha County i delstaten Wisconsin, USA.